# Zahraniční vztahy Číny

Diplomatické vztahy Čínské lidové republiky
Čínská lidová republika
Státy, které udržují diplomatické vztahy s Čínskou lidovou republikou
Státy, které neudržují diplomatické vtahy s Čínskou lidovou republikou nebo udržují diplomatické vztahy s Tchaj-wanem.
Sporná území

Zahraniční vztahy Číny představují diplomatické vztahy Čínské lidové republiky s jinými zeměmi.

## Hospodářská politika

### Americko-čínská obchodní válka
Americký prezident Donald Trump na začátku roku 2018 oznámil, že dojde k uvalení cel na čínský dovoz. Trump uvedl, že důvodem k zavedení cel jsou údajné čínské krádeže amerického duševního vlastnictví. Také prohlásil, že díky zavedení cel se Spojené státy americké stanou „mnohem silnější a mnohem bohatší“ zemí.

### Investice

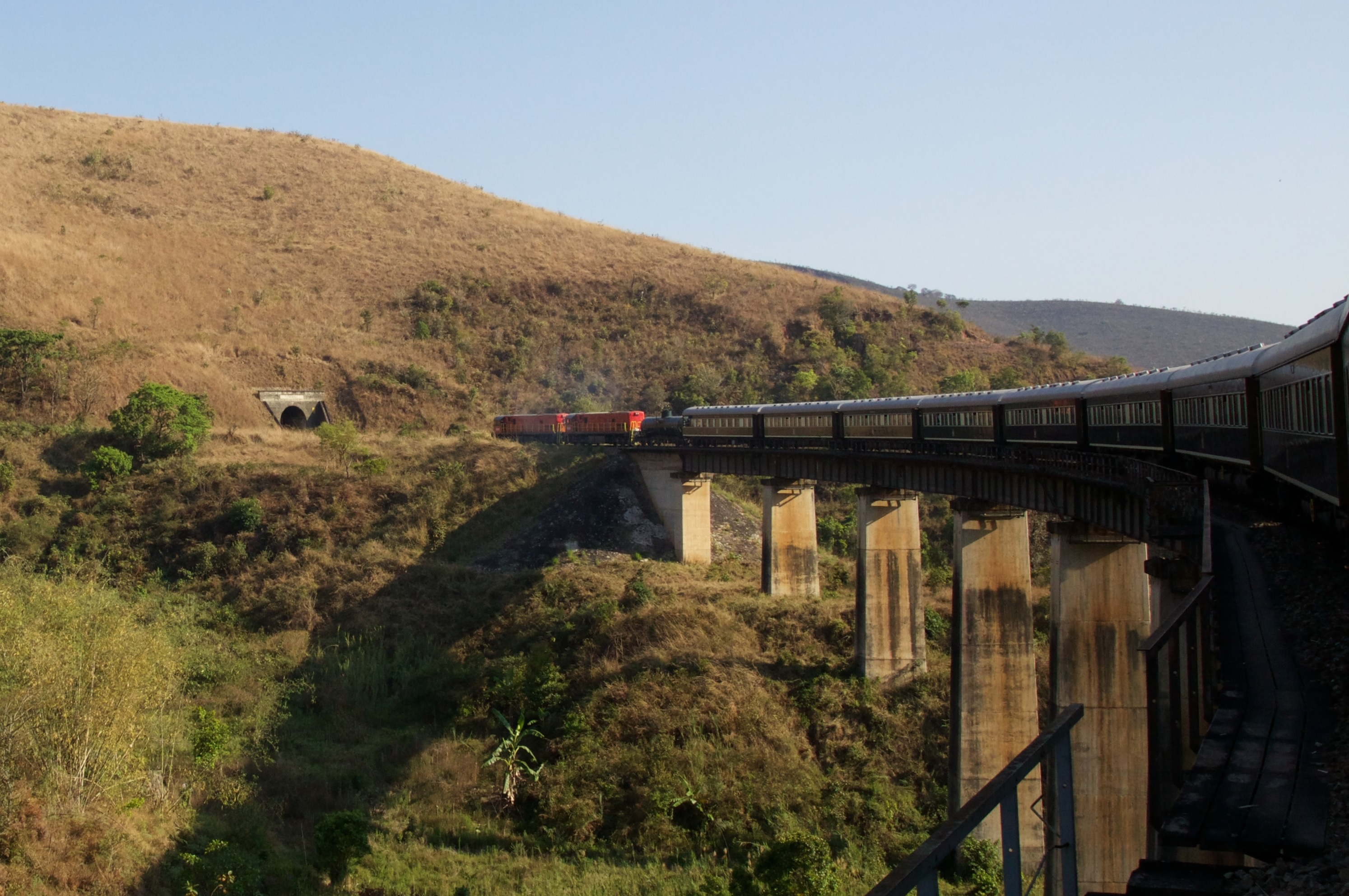
Železnice TAZARA – Tanzansko-zambijská železnice

Čína investovala do mnoha infrastrukturních projektů po celé Evropě, Asii i Africe, např. do euroasijského pozemního mostu, Tanzansko-zambijské železnice, železniční trati spojující pákistánská města Dali a Ruili, či Gwádarského přístavu ve městě Gwádar taktéž v Pákistánu. Financovala také Přístav Mahindy Radžapaksy ve městě Hambantota na jihu Srí Lanky, který se potýkal se spoustou dluhů. Když Srí Lanka nesplatila své půjčky, Čína převzala kontrolu nad přístavem na dobu 99 let. New York Times to charakterizoval tak, že Čína přiměla Srí Lanku, aby se „vykašlala na přístav“.

### Plány

#### Nová Hedvábná stezka
Nová Hedvábná stezka je hospodářská iniciativa, která má za cíl usnadnit obchodování mezi státy. Vize Nové Hedvábné stezky obsahuje dvě hlavní obchodní cesty. První po souši, kopíruje starověkou Hedvábnou stezku a vede z Číny přes střední Asii do Evropy. Druhá, námořní cesta, má vést přes Indický subkontinent, točit se kolem Bengálského zálivu, poté přes Indický oceán k východním břehům Afriky a dále skrz Suezský průplav do Evropy.

## Severní Afrika a Střední Východ

### Izrael
Izrael uznal Čínskou lidovou republiku jako legitimní vládu Číny v roce 1950 a stal se tak první zemí na Středním východě, která takto učinila. Tyto země však spolu navázaly vztahy až v roce 1992. Čína je celosvětově třetím největším obchodním partnerem Izraele a největším obchodním partnerem ve východní Asii.

### Írán
Oficiální vztahy mezi Íránem a Čínou započaly v roce 1937. V červenci 2019 Írán schválil bezvízový vstup pro všechny čínské občany, včetně občanů Hongkongu a Macaa, a stala se tak dvanáctou zemí, jejíž občané mají bezvízový vstup do Íránu.

#### Ekonomické vztahy
Během studené války existovaly mezi Íránem a Čínou neoficiální obchodní vztahy, které se postupem času neustále zvyšovaly.
Jedním z hlavních odvětví vztahu je petrochemický průmysl. Čína přešla na ropu především proto, aby přesunula své dodávky energie z uhlí. V roce 2011 pocházelo přibližně 10 % čínského dovozu ropy z Íránu. Přibližně 80 % celkového čínského dovozu z Íránu tvoří ropa a zbytek minerální a chemické výrobky.

#### Sankce OSN vůči Íránu
Zpočátku Írán nepodporoval členství Čínské lidové republiky v OSN a vetoval. Teprve v roce 1969 projevil Írán otevřenou podporu členství ČLR v OSN. Nyní se Írán spoléhá na členství Číny a zejména na čínské právo veta v Radě bezpečnosti OSN, aby ji ochránil před sankcemi vedenými USA.
Čína je známá svou preferencí diplomacie před sankcemi. Čína je (společně s Ruskem) proti sankcím vůči Íránu. V roce 1980 Čína odmítla podpořit zbrojní embargo OSN vůči Íránu a dále se zdržela hlasování.
Teprve v roce 2010 se pod tlakem USA připojila Čína k Rusku, aby podpořila tyto sankce.

### Palestina
V 60. letech 20. století Čína podporoval zánik Izraele a jeho nahrazení Palestinou.
Čína podporovala Palestinskou deklaraci nezávislosti, kterou 15. listopadu 1988 v alžírském Alžíru vyhlásil Jásir Arafat, a to navzdory námitkám Izraele i Spojených států. Nový stát Palestina uznala Čína dne 20. listopadu 1988 a do konce roku 1989 s ní navázala úplné diplomatické styky.
Čína hlasovala pro rezoluci Rady bezpečnosti OSN 2334, která odsuzuje budování izraelských osad na Západním břehu Jordánu, a obvykle zaujímá pozice sympatizující s záležitostmi Palestiny v OSN. Na začátku roku 2016 prezident Si Ťin-pching na schůzce s Arabskou ligou potvrdil čínskou podporu „založení palestinského státu, jehož hlavním městem je východní Jeruzalém“.

## Evropa

### Česko
Formální vztahy vznikly v roce 1919 mezi tehdejším Československem a Činou. Vztahy se prohloubily díky obchodu a turismu mezi těmito zeměmi zejména po začátku 21. století. Československo bylo první zemí v Evropě, která po první světové válce začala s Čínou jednat o smlouvě. Na mírové konferenci v Paříži došlo k prvnímu setkání ministrů zahraničí obou zemí. Ti se zde domluvili na vzájemném uznání. V roce 1919 tedy Čína uznala nově vzniklou Československou republikou, avšak pouze de facto. K uznání v souladu s právem došlo až o jedenáct let později, v únoru roku 1930, kdy byla podepsána Česko-slovensko-čínská přátelská a obchodní smlouva a došlo k navázání diplomatických styků.
Během roku 2019 se česko-čínské vztahy zhoršily. Byla vypovězena sesterská smlouva mezi Prahou a Pekingem kvůli sporům o jejím politickém obsahu. Praha následně navíc podepsala partnerství s Tchaj-pejí. V reakci na to přerušila s Prahou styky také Šanghaj. Čína dále kritizovala i plánovanou cestu zesnulého předsedy Senátu Jaroslava Kubery na Tchaj-wan. V únoru 2020 byl zveřejněn dopis, který zaslalo čínské velvyslanectví v polovině ledna Jaroslavu Kuberovi. V dopise, který je napsán velmi nestandardní formou diplomatické komunikace sdělilo, že pokud Kubera cestu na Tchaj-wan uskuteční, lze předpokládat politické i ekonomické negativní důsledky. Čínské ministerstvo zahraniční agentuře Reuters následně sdělilo, že neví, odkud se informace vzaly.

### Maďarsko
Čína má spojence v osobě prezidenta Viktora Orbána. Ten podpořil rekonstrukci železnice Budapešť–Bělehrad, kterou by měla financovat čínská půjčka ve výši 2,1 miliardy dolarů. Dalším čínským projektem, který ale odmítá 66 % Maďarů, má být čínská univerzita Fudan v Budapešti, která by daňové poplatníky stála 2 miliardy dolarů. Na záměr již reagoval levicový primátor Budapešti Gergely Karácsony i starostka městské části Ferencváros Krisztina Baranyi. V okolí plánovaného kampusu byly v úterý 1. června 2021 přejmenovány celkem čtyři ulice, které nově nesou název Cesta ujgurských mučedníků a Cesta svobodného Hongkongu, další jsou pojmenované po Dalajlámovi nebo v Číně vězněném katolickém biskupovi (Joseph Zhang Weizhu). Areál univerzity má postavit čínská státní stavební inženýrská společnost (CSCEC), která je v řadě zemí podezřelá ze špionáže a korupce. Proti záměru protestovaly v sobotu 5. června v Budapešti tisíce lidí.

### Německo
Vztahy Číny a Německa započaly v roce 1861, tehdy ještě mezi říší Čching a Pruskem. Čínsko-německá spolupráce se zhroutila v roce 1939 v důsledku zahájení druhé světové války v Evropě a přinutila mnoho čínských státních příslušníků opustit Německo kvůli zvýšenému vládnímu dohledu a nátlaku. Po znovusjednocení Německa se vztahy mezi Německem a Čínou výrazně zlepšily.